# نادي العالية
نادي العالية ،والمعروف أيضًا باسم عالية ، هو نادي كرة قدم أردني مقره في منطقة ذيبان ، الأردن. ويتنافس حالياً في دوري الدرجة الثانية الأردني، وهو المستوى الثالث لكرة القدم الأردنية.

## تاريخه
شارك نادي عالية في دوري الدرجة الأولى الأردني عام 2022. كما خرج مبكرًا من كأس الأردن 2022، بعد خسارته 1-0 أمام رباع السرحان.
في الموسم التالي عام 2023، لعب النادي امام نادي الأهلي في كأس الاتحاد الأردني، وخسر المباراة بنتيجة 2-0. هبط نادي عالية لاحقًا إلى دوري الدرجة الثانية الأردني، وبقي في الدرجةالثانية لمدة موسمين متتاليين.

## الروابط الخارجية
- نادي عالية - سكور واي
- نادي العالية - jfa
- نادي العالية- كوورة
- نادي العالية